# Pau Torres
Pau Francisco Torres (n. 16 ianuarie 1997, Villarreal, Comunitatea Valenciană, Spania) este un fotbalist spaniol, care joacă pe post de fundaș la Aston Villa în Premier League. Pe plan internațional, are prezențe la națională pentru Spania.

## Palmares
Villarreal
- UEFA Europa League: 2020–21[2]

Spania U23
- Medalie de argint la Jocurile Olimpice de vară: 2020[3]

Spania
- Vice-campion Liga Națiunilor UEFA: 2020–21[4]